# 岡山県道423号福渡停車場線
岡山県道423号福渡停車場線（おかやまけんどう423ごう ふくわたりていしゃじょうせん）は、岡山県岡山市北区を通る一般県道である。

## 概要
JR西日本津山線 福渡駅と国道53号を結ぶ。

### 路線データ
- 起点：岡山県岡山市北区建部町福渡（JR西日本津山線 福渡駅前）
- 終点：岡山県岡山市北区建部町福渡（国道53号交点）
- 総延長：0.2 km

## 地理

### 通過する自治体
- 岡山市（北区）

### 交差する道路
| 交差する道路 | 交差する場所 | 交差する場所 |
| ------------ | ------------ | ------------ |
| 国道53号     | 建部町福渡   | 終点         |

### 沿線
- JR西日本津山線 福渡駅
- 岡山・建部 医療福祉専門学校（2014年（平成26年）開校）
- 旧岡山県立福渡高等学校
- 岡山市北区役所 建部支所
- 岡山市建部町図書館
- 岡山市建部町公民館